# Fawzi Selu
Fawzi Selu (22 de abril de 1905 – 3 de outubro de 1972) (em árabe: فوزي السلو) foi um líder militar, político sírio, foi presidente da Síria (3 de dezembro de 1951-11 de julho de 1953).
Estudou na Academia Militar de Homs e se juntou aos Troupe Speciales patrocinados pelos franceses que foi criado quando a França impôs o seu Mandato da Liga das Nações sobre a Síria em julho de 1920. Teve uma carreira militar de sucesso, e quando a Síria tornou-se totalmente independente em 1946, se tornou o diretor da academia.
Foi-lhe dado um comando na guerra árabe-israelense de 1948, onde se tornou próximo chefe de gabinete de Husni al-Za'im. Quando Za'im chegou ao poder em um golpe em março de 1949, ele designou Selu adido militar às negociações do armistício sírio-israelense, e Selu tornou-se o principal arquiteto do cessar-fogo que foi assinado em julho do mesmo ano. Selu, apoiado por Za'im, demonstrou uma vontade de buscar um acordo de paz abrangente com Israel, incluindo um acordo final de fronteira, sobre os refugiados palestinos, e o estabelecimento de uma embaixada da Síria em Tel Aviv. No entanto Za'im foi derrubado e morto, e um governo civil foi restabelecido com a administração do nacionalista Hashim al-Atassi. Atassi confirmou o acordo de cessar fogo, mas recusou-se a considerar a paz com Israel.
Selu então aliou-se com o homem forte dos militares, o General Adib al-Shishakli, que fez Selu ser nomeado ministro da Defesa em três gabinetes sob o presidente Atassi. Shishakli finalmente lançou um golpe de Estado em novembro de 1951, mas não conseguiu convencer o popular Atassi a permanecer como presidente, que renunciou em protesto. Como resultado, Shishakli Selu foi nomeado como presidente, primeiro-ministro e chefe de gabinete, mantendo o poder real para si próprio com a função menos pública do vice-chefe de gabinete. Os dois homens conduziram um estado policial e suprimiram praticamente toda a oposição. Sob a direção de Shishakli, Selu melhorou as relações com a Jordânia, abrindo a primeira embaixada da Síria em Amã, fazendo amizade com Rei Talal. Também procurou melhorar as relações com o Líbano, Egito e Arábia Saudita.
Em 11 de julho de 1953, Shishakli finalmente dispensou Selu e nomeou a si mesmo como presidente. Selu fugiu para a Arábia Saudita e tornou-se um conselheiro do Rei Saud e, em seguida, de seu irmão, o Rei Faisal. Quando Shishakli foi derrubado em fevereiro de 1954, um tribunal militar em Damasco acusou Selu de corrupção, abuso de poder, e alteração ilegal da Constituição. Ele foi condenado à morte in absentia.